# Couvron-et-Aumencourt
Couvron-et-Aumencourt è un comune francese di 1 413 abitanti situato nel dipartimento dell'Aisne della regione dell'Alta Francia.

## Società

### Evoluzione demografica
Abitanti censiti